# Panzergrenadierdivision
Eine Panzergrenadier-Division war eine militärische Formation der Wehrmacht des Deutschen Reiches und des österreichischen Bundesheeres. Der Begriff wird auch heute noch in der Bundeswehr benutzt.

## Wehrmacht
Mit Beginn der Mechanisierung eines Teils der Wehrmacht wurden mit Lastkraftwagen motorisierte Infanterie-Divisionen als Inf.Div. mot. aufgestellt. Diese gehörten zur Waffengattung „Schnelle Truppen“. Mit dem 1. April 1943 wurde unter Auflösung der „Schnelle Truppen“ die Waffengattung „Panzertruppe“ gebildet. Die motorisierten Infanterie-Divisionen wurden in „Panzergrenadier-Divisionen“ umbenannt, obwohl sie im Gegensatz zu den Panzerdivisionen weder mit Schützenpanzerwagen mechanisierte Panzergrenadiere enthielten, noch in größerem Umfang Panzer, sondern nur jeweils über eine Panzerabteilung in Bataillonsstärke, und im Gegensatz zu einer Infanteriedivision nur über zwei Grenadierregimenter und zwei leichte Artillerieabteilungen verfügten, und nicht über drei, und damit schwächer an Infanterie und Artillerie waren.

### Gliederung
Soll-Gliederung Panzergrenadier-Division 1943
- Divisionsstab mit Kartenstelle
- Feldgendarmerie-Trupp (motorisiert)
- Musikkorps
- 2 Grenadier-Regimenter (motorisiert)
  - zu je 3 Grenadier-Bataillonen
- 1 Panzer- oder Sturmgeschütz-Abteilung
- 1 Panzerjäger-Abteilung (motorisiert)
- 1 Artillerie-Regiment (motorisiert) (nur zwei leichte und eine schwere Artillerieabteilung)
- 1 Panzeraufklärungs-Abteilung
- 1 Heeres-Flakartillerie-Abteilung
- 1 Pionier-Bataillon (motorisiert)
- 1 Nachrichten-Abteilung (motorisiert)
- 1 Panzergrenadier-Feldersatz-Bataillon
- Divisionsnachschubführer mit
  - Verwaltungstruppe
  - Sanitätstruppe

Da es jedoch unmöglich war, während des Krieges alle Divisionen mit dem gleichen Waffen- bzw. Personalbestand aufzustellen, wurde bei diesen wie bei anderen Waffengattungen auch der Personalbestand gekürzt.

### Divisionen
Panzergrenadier-Divisionen der Wehrmacht waren die 3., 10., 15., 16., 18., 20., 25., 29., 90. sowie mit den Namensbezeichnungen Brandenburg, Feldherrnhalle, Großdeutschland, Kurmark, Sardinien (bis 6. Juli 1943, dann in 90. Panzergrenadier-Divisionen umbenannt), Sizilien (bis 1. Juli 1943, dann in 15. Panzergrenadier-Divisionen umbenannt).
Einige Panzergrenadier-Divisionen, insbesondere die der Waffen-SS, wurden wie die Leibstandarte SS Adolf Hitler (später 1. SS-Panzer-Division Leibstandarte SS Adolf Hitler, ab 1. Oktober 1943), Das Reich (später 2. SS-Panzer-Division Das Reich, ab 1943), Totenkopf (später 3. SS-Panzer-Division Totenkopf, ab 1944), Wiking (später 5. SS-Panzer-Division „Wiking“, ab Oktober 1943) und weitere später zu Panzer-Divisionen umgegliedert. Insbesondere die mit höheren Aufstellungsnummern ab Herbst 1944 erreichten nicht mehr Divisionsstärke, sondern nur noch die von Kampfgruppen.

## Bundeswehr
Die Bundeswehr hat bereits seit kurz nach ihrer Gründung, ab der Heeresstruktur 2 von 1959, die Panzergrenadierdivisionen eingeführt. Die vor 1959 aufgestellten Panzergrenadierdivisionen wurden zuerst als motorisierte Grenadierdivisionen mit Mannschaftstransport-LKW aufgestellt.

### Gliederung
Die folgende Gliederung listet die Einheiten und Verbände einer Panzergrenadierdivision der Bundeswehr sowie deren Hauptwaffensysteme während der Heeresstruktur 4 auf.
- Stab & Stabskompanie
- Frontnachrichtenzug
- Heeresmusikkorps
- Fernmeldebataillon
- Fernmeldekompanie (EloKa)
- Heeresfliegerstaffel (10 × Verbindungshubschrauber Bo-105M)
- Panzeraufklärungsbataillon (34 × Kampfpanzer Leopard 1, 10 × Spähpanzer Luchs, 19 × Transportpanzer Fuchs)
- Artillerieregiment
  - Stab & Stabsbatterie
  - Begleitbatterie
  - Feldartilleriebataillon (18 × Feldhaubitze 155 mm FH70, 18 × Haubitze 203 mm SF M110)
  - Raketenartilleriebataillon (16 × Mehrfachraketenwerfer 110 mm SF LARS)
  - Panzerartillerie-Beobachtungsbataillon (2 × 6 Panzerhaubitzen M 109)
- Flugabwehrregiment (36 × Flakpanzer Gepard)
- Pionierbataillon
- ABC-Abwehrkompanie
- Sanitätsbataillon (teilaktiv)
- Nachschubbataillon (teilaktiv)
- Instandsetzungsbataillon (teilaktiv)
- 5 Feldersatzbataillone (Geräteeinheiten)
- 2 Jägerbataillone (Geräteeinheiten)
- Sicherungsbataillon (Geräteeinheit)
- mehrere Ausbildungskompanien
- 2 Panzergrenadierbrigaden
  - Stab & Stabskompanie
  - Panzerjägerkompanie (12 × Raketenjagdpanzer Jaguar 1 oder 2)
  - Panzerpionierkompanie
  - Nachschubkompanie
  - Instandsetzungskompanie
  - Panzergrenadierbataillon (gemischt, teilaktiv – 24 × Schützenpanzer Marder, 13 × Kampfpanzer Leopard 1)
  - 2 Panzergrenadierbataillone (jeweils 24 × Schützenpanzer Marder, 10 × Mannschaftstransporter M113, 6 × Panzermörser 120 mm M113)
  - Panzerbataillon (41 × Kampfpanzer Leopard 1)
  - Panzerartilleriebataillon (18 × Panzerhaubitze M109)
- Panzerbrigade
  - Stab & Stabskompanie
  - Panzerjägerkompanie (12 × Raketenjagdpanzer Jaguar 1)
  - Panzerpionierkompanie
  - Nachschubkompanie
  - Instandsetzungskompanie
  - Panzerbataillon (gemischt, teilaktiv – 28 × Kampfpanzer Leopard 2, 11 × Schützenpanzer Marder)
  - Panzergrenadierbataillon (35 × Schützenpanzer Marder, 6 × Panzermörser 120 mm M113)
  - 2 Panzerbataillone (jeweils 41 × Kampfpanzer Leopard 2)
  - Panzerartilleriebataillon (18 × Panzerhaubitze M109)

### Divisionen
Insgesamt gab es bisher zehn Panzergrenadierdivisionen der Bundeswehr. Die 13. Panzergrenadierdivision wurde als letzte 2013 aufgelöst.

## Bundesheer
Am 15. Juli 1975 wurde die 1. Panzergrenadierdivision (3., 4. und 9. Panzergrenadierbrigade) mit Kommando in Baden aufgestellt.